# Ko Jeong-woon
Ko Jeong-woon ((고정운?, 高正云?); Wanju, 27 giugno 1966) è un ex calciatore sudcoreano, di ruolo centrocampista.